# Stars (Destine)
Stars is een nummer van de Nederlandse rockband Destine uit 2009. Het is de tweede single van hun debuutalbum Lightspeed.
Het nummer was, samen met Stay uit 2011, de enige Top 40-hit die Destine had. Het nummer haalde de 26e positie in de hitlijst.